# Черенчани
Черенчани (словац. Čerenčany, угор. Cserencsény) — село, громада в окрузі Рімавска Собота, Банськобистрицький край, Словаччина. Кадастрова площа громади — 5,06 км². Населення — 560 осіб (за оцінкою на 31 грудня 2017 р.).

## Історія
Перша згадка 1334 року як Cherenchen. Історичні назви: Čerencsány (1773), Čerenčany (1920), угор. Cserencsény.
1828-го року в селі налічувалося 34 будинки та 295 мешканців, які займалися сільським господарством, гончарством та бондарством, а в XIX столітті також садівництвом.
JRD засновано 1952 року.

## Географія
Село лежить на висоті 215-480 м над рівнем моря, на півдні Словацьких Рудних гір в долині Рімави. Чотар вирубаний, лише на півдні - дубовий ліс.

## Населення
| Рік:            | 1994. | 2004.   | 2014.    | 2024.   |
| --------------- | ----- | ------- | -------- | ------- |
| Кількість осіб: | 454   | 486     | 555      | 532     |
| Різниця:        |       | +7,04 % | +14,19 % | -4,14 % |

| Рік:            | 2023. | 2024.   |
| --------------- | ----- | ------- |
| Кількість осіб: | 537   | 532     |
| Різниця:        |       | -0,93 % |